# Suite de polynômes orthogonaux
En mathématiques, une suite de polynômes orthogonaux est une suite infinie de polynômes p0(x), p1(x),
p2(x) ... à coefficients réels, dans laquelle chaque pn(x) est de degré n, et telle que les polynômes de la suite sont orthogonaux deux à deux pour un produit scalaire de fonctions donné.
Cette notion est utilisée par exemple en cryptologie ou en analyse numérique. Elle permet de résoudre de nombreux problèmes de physique, comme en mécanique des fluides, en mécanique quantique ou en traitement du signal. De nombreux types de polynômes orthogonaux particuliers comme ceux de Legendre, de Tchebychev permettent d'approcher une fonction et, par leurs propriétés, de résoudre plus simplement des équations différentielles complexes.

## Introduction
Le produit scalaire de fonctions le plus simple est l'intégrale du produit de ces fonctions, sur un intervalle borné :
{\displaystyle \langle f,g\rangle =\int _{a}^{b}f(x)g(x)~\mathrm {d} x}
Plus généralement, on peut introduire une « fonction poids » W(x) dans l'intégrale (sur l'intervalle d'intégration ]a , b[, W doit être à valeurs finies et strictement positives, et l'intégrale du produit de la fonction poids par un polynôme doit être finie ; les bornes a , b peuvent être infinies) :
{\displaystyle \langle f,g\rangle =\int _{a}^{b}f(x)g(x)W(x)~\mathrm {d} x}
Avec cette définition du produit scalaire, deux fonctions sont orthogonales entre elles si leur produit scalaire est égal à zéro (de la même manière que deux vecteurs sont orthogonaux (perpendiculaires) si leur produit scalaire égale zéro). On introduit alors la norme associée : {\displaystyle ||f||={\sqrt {\langle f,f\rangle }}} ; le produit scalaire fait de l'ensemble de toutes les fonctions de norme finie un espace de Hilbert.
L'intervalle d'intégration est appelé intervalle d'orthogonalité.
Le domaine des polynômes orthogonaux s'est développé à la fin du XIXe siècle à partir d'une étude sur les fractions continues par Pafnouti Tchebychev et a été poursuivi par Andreï Markov et Thomas Joannes Stieltjes. Gábor Szegő, Sergueï Bernstein, Naum Akhiezer, Arthur Erdélyi (en), Yakov Geronimus, Wolfgang Hahn, Theodore Seio Chihara (en), Mourad Ismail (en), Waleed Al-Salam (en) et Richard Askey ont également travaillé sur le sujet. De multiples applications en ont découlé en mathématiques et en physique.

## Exemple: les polynômes de Legendre

Les six premiers polynômes de Legendre

Les polynômes orthogonaux les plus simples sont les polynômes de Legendre pour lesquels l'intervalle d'orthogonalité est ]-1, 1[ et la fonction poids est la fonction constante de valeur 1 :
{\displaystyle P_{0}(x)=1}
{\displaystyle P_{1}(x)=x}
{\displaystyle P_{2}(x)={\frac {3x^{2}-1}{2}}}
{\displaystyle P_{3}(x)={\frac {5x^{3}-3x}{2}}}
{\displaystyle P_{4}(x)={\frac {35x^{4}-30x^{2}+3}{8}}}
{\displaystyle \dots \,}
Ils sont tous orthogonaux sur ]-1, 1[ :
{\displaystyle \int _{-1}^{1}P_{m}(x)P_{n}(x)~\mathrm {d} x=0\qquad \mathrm {pour} \qquad m\neq n}

## Propriétés
Toute suite de polynômes p0, p1,..., où chaque pk est de degré k, est une base de l'espace vectoriel {\displaystyle \mathbb {R} [x]} (de dimension infinie) de tous les polynômes, « adaptée au drapeau {\displaystyle (\mathbb {R} _{n}[x])_{n\in \mathbb {N} }} ». Une suite de polynômes orthogonaux est une telle base qui est, de plus, orthogonale pour un certain produit scalaire. Ce produit scalaire étant fixé, une telle suite est presque unique (unique à produit près de ses vecteurs par des scalaires non nuls), et peut s'obtenir à partir de la base canonique (1, x, x2, ...) (non orthogonale en général), par le procédé de Gram-Schmidt.
Quand on construit une base orthogonale, on peut être tenté de la rendre orthonormale, c'est-à-dire telle que {\displaystyle \langle p_{n},p_{n}\rangle \ =\ 1} pour tout n, en divisant chaque pn par sa norme. Dans le cas des polynômes, on préfère ne pas imposer cette condition supplémentaire car il en résulterait souvent des coefficients contenant des racines carrées. On préfère souvent choisir un multiplicateur tel que les coefficients restent rationnels, et donnent des formules aussi simples que possible. C'est la standardisation. Les polynômes « classiques » énumérés ci-dessous ont été ainsi standardisés ; typiquement, le coefficient de leur terme de plus haut degré ou leur valeur en un point ont été mis à une quantité donnée (pour les polynômes de Legendre, Pn(1)=1). Cette standardisation est une convention qui pourrait aussi parfois être obtenue par une mise à l'échelle de la fonction poids correspondante. Notons
{\displaystyle h_{n}=\langle p_{n},\ p_{n}\rangle }
(la norme de pn est la racine carrée de hn). Les valeurs de hn pour les polynômes standardisés sont énumérées dans le tableau ci-dessous. Nous avons
{\displaystyle \langle p_{m},\ p_{n}\rangle =\delta _{mn}h_{n}} ;
où δmn est le symbole de Kronecker.
Toute suite (pk) de polynômes orthogonaux possède un grand nombre de propriétés remarquables. Pour commencer :
- Lemme 1 : (p0, p1,...,pn) est une base de {\displaystyle \mathbb {R} _{n}[x]}
- Lemme 2 : pn est orthogonal à {\displaystyle \mathbb {R} _{n-1}[x]}.

Le lemme 1 est dû au fait que pk est de degré k. Le lemme 2 vient de ce que, de plus, les pk sont orthogonaux deux à deux.

### Relation de récurrence
Pour toute suite de polynômes orthogonaux, il existe une relation de récurrence relativement à trois polynômes consécutifs.
{\displaystyle p_{n+1}\ =\ (a_{n}x+b_{n})\ p_{n}\ -\ c_{n}\ p_{n-1}}
Les coefficients an , bn , cn sont donnés par
{\displaystyle a_{n}={\frac {k_{n+1}}{k_{n}}},\qquad b_{n}=a_{n}\left({\frac {k_{n+1}'}{k_{n+1}}}-{\frac {k_{n}'}{k_{n}}}\right),\qquad c_{n}=a_{n}\left({\frac {k_{n-1}h_{n}}{k_{n}h_{n-1}}}\right),}
où kj et kj' désignent les deux premiers coefficients de pj :
{\displaystyle p_{j}(x)=k_{j}x^{j}+k_{j}'x^{j-1}+\cdots }
et hj le produit scalaire de pj par lui-même :
{\displaystyle h_{j}\ =\ \langle p_{j},\ p_{j}\rangle }.
(Par convention, c0, p–1, k'0 sont nuls.)
Ce résultat admet une réciproque, le théorème de Favard, affirmant que sous certaines conditions supplémentaires, une suite de polynômes satisfaisant cette récurrence est une suite de polynômes orthogonaux (pour une certaine fonction de pondération W).

### Noyau de Christoffel-Darboux
Dans l'espace L2 associé à W, notons Sn la projection orthogonale sur {\displaystyle \mathbb {R} _{n}[x]} : pour toute fonction f telle que {\displaystyle \int _{a}^{b}f^{2}(x)W(x)~\mathrm {d} x<\infty },
{\displaystyle (S_{n}f)(x)=\sum _{k=0}^{n}{\frac {\langle f,p_{k}\rangle }{h_{k}}}p_{k}(x)=\int _{a}^{b}K_{n}(x,y)f(y)W(y)~\mathrm {d} y,}
où Kn est le noyau de Christoffel-Darboux, défini par :
{\displaystyle K_{n}(x,y)=\sum _{k=0}^{n}{\frac {p_{k}(x)p_{k}(y)}{h_{k}}}.}
La relation de récurrence précédente permet alors de montrer :
{\displaystyle K_{n}(x,y)={\frac {k_{n}}{k_{n+1}h_{n}}}\ {\frac {p_{n+1}(x)p_{n}(y)-p_{n}(x)p_{n+1}(y)}{x-y}},}
{\displaystyle K_{n}(x,x)={\frac {k_{n}}{k_{n+1}h_{n}}}\ (p'_{n+1}(x)p_{n}(x)-p'_{n}(x)p_{n+1}(x)).}

### Existence de racines réelles
Tout polynôme d'une suite de polynômes orthogonaux dont le degré n est supérieur ou égal à 1 admet n racines distinctes, toutes réelles, et situées strictement à l'intérieur de l'intervalle d'intégration (c'est une propriété remarquable :
il est rare, pour un polynôme de degré élevé dont les coefficients ont été choisis au hasard, d'avoir toutes ses racines réelles).

### Position des racines
Les racines des polynômes se trouvent strictement entre les racines du polynôme de degré supérieur dans la suite.

## Équations différentielles conduisant à des polynômes orthogonaux
Une importante classe des polynômes orthogonaux provient d'une équation différentielle de Sturm-Liouville de la forme
{\displaystyle {Q(x)}\,f''+{L(x)}\,f'+{\lambda }f=0\,}
où Q est un polynôme quadratique donné et L un polynôme linéaire donné. La fonction f est inconnue, et la constante λ est un paramètre. On peut remarquer qu'une solution polynomiale est a priori envisageable pour une telle équation, les degrés des termes étant compatibles. Cependant, les solutions de cette équation différentielle ont des singularités, à moins que λ ne prenne des valeurs spécifiques. La suite de ces valeurs λ0, λ1, λ2, etc. conduit à une suite de polynômes solutions P0, P1, P2... si l'une des assertions suivantes est vérifiée :
1. Q est vraiment quadratique et a deux racines réelles distinctes, L est linéaire et sa racine est située entre les deux racines de Q, et les termes de plus haut degré de Q et L ont le même signe.
2. Q n'est pas quadratique, mais linéaire, L est linéaire, les racines de Q et L sont différentes, et les termes de plus haut degré de Q et L ont le même signe si la racine de L est plus petite que celle de Q, ou inversement.
3. Q est un polynôme constant non nul, L est linéaire, et le terme de plus haut degré de L est de signe opposé à celui de Q.

Ces trois cas conduisent respectivement aux polynômes de Jacobi, de Laguerre et d'Hermite.
Pour chacun de ces cas :
- La solution est une suite de polynômes P0, P1, P2…, chaque Pn ayant un degré n, et correspondant au nombre λn ;
- L'intervalle d'orthogonalité est limité par les racines de Q ;
- La racine de L est à l'intérieur de l'intervalle d'orthogonalité.
- En notant {\displaystyle R(x)=\exp \left(\int _{x_{0}}^{x}{\frac {L(t)}{Q(t)}}~\mathrm {d} t\right)\,}, les polynômes sont orthogonaux sous la fonction poids {\displaystyle W(x)={\frac {R(x)}{Q(x)}}\,}
- W(x) ne peut pas s'annuler ou prendre une valeur infinie dans l'intervalle, bien qu'il puisse le faire aux extrémités.
- W(x) peut être choisi positif sur l'intervalle (multiplier l'équation différentielle par –1 si nécessaire)

En raison de la constante d'intégration, la quantité R(x) est définie à une constante multiplicative près. Le tableau ci-dessous donne les valeurs "officielles" de R(x) et W(x).

### Formule de Rodrigues
Avec les hypothèses de la section précédente,
Pn(x) est proportionnel à {\displaystyle {\frac {1}{W(x)}}\ {\frac {d^{n}}{dx^{n}}}\left(W(x)[Q(x)]^{n}\right)}
équation mieux connue sous le nom de « formule de Rodrigues », du nom d'Olinde Rodrigues. Elle est souvent écrite :
{\displaystyle P_{n}(x)={\frac {1}{{e_{n}}W(x)}}\ {\frac {d^{n}}{dx^{n}}}\left(W(x)[Q(x)]^{n}\right)}
où les nombres en dépendent de la normalisation. Les valeurs de en sont données dans le tableau plus bas.
Pour démontrer cette formule on vérifie, dans chacun des trois cas ci-dessus, que le Pn qu'elle fournit est bien un polynôme de degré n, puis, par intégrations par parties répétées, que pour tout polynôme P,
{\displaystyle \left\langle {\frac {1}{W}}(WQ^{n})^{(n)},P\right\rangle } est égal à {\displaystyle (-1)^{n}\langle Q^{n},P^{(n)}\rangle ,} donc est nul si P est de degré inférieur à n. Cette méthode montre en outre que {\displaystyle h_{n}e_{n}=(-1)^{n}n!k_{n}\int _{a}^{b}(Q(x))^{n}W(x)~\mathrm {d} x}.

### Les nombres λn
Avec les hypothèses de la section précédente,
{\displaystyle {\lambda }_{n}=n\left({\frac {1-n}{2}}\ Q''-L'\right)}
On remarquera que Q étant quadratique et L linéaire, Q'' et L' sont bien des constantes.

### Seconde forme de l'équation différentielle
Avec {\displaystyle R(x)=\exp \left(\int _{x_{0}}^{x}{\frac {L(t)}{Q(t)}}~\mathrm {d} t\right)\,}.
Alors
{\displaystyle (Ry')'=R\,y''+R'\,y'=R\,y''+{\frac {R\,L}{Q}}\,y'}
En multipliant maintenant l'équation différentielle
{\displaystyle {Q}\,y''+{L}\,y'+{\lambda }\,y=0\,}
par R/Q, on obtient
{\displaystyle R\,y''+{\frac {R\,L}{Q}}\,y'+{\frac {R\,\lambda }{Q}}\,y=0\,}
ou encore
{\displaystyle (Ry')'+{\frac {R\,\lambda }{Q}}\,y=0\,}
C'est la forme normalisée de Sturm-Liouville de l'équation.

### Troisième forme de l'équation différentielle
En posant {\displaystyle S(x)={\sqrt {R(x)}}=\exp \left(\int _{x_{0}}^{x}{\frac {L(t)}{2\,Q(t)}}~\mathrm {d} t\right)\,}.
Alors :
{\displaystyle S'={\frac {S\,L}{2\,Q}}.}
En multipliant maintenant l'équation différentielle
{\displaystyle {Q}\,y''+{L}\,y'+{\lambda }\,y=0\,}
par S/Q, on obtient :
{\displaystyle S\,y''+{\frac {S\,L}{Q}}\,y'+{\frac {S\,\lambda }{Q}}\,y=0\,}
ou encore
{\displaystyle S\,y''+2\,S'\,y'+{\frac {S\,\lambda }{Q}}\,y=0\,}
Mais {\displaystyle (S\,y)''=S\,y''+2\,S'\,y'+S''\,y}, donc
{\displaystyle (S\,y)''+\left({\frac {S\,\lambda }{Q}}-S''\right)\,y=0,\,}
ou, en posant u = Sy,
{\displaystyle u''+\left({\frac {\lambda }{Q}}-{\frac {S''}{S}}\right)\,u=0.\,}

## Tableau des polynômes orthogonaux classiques
Pour des raisons de mise en page, ce tableau est scindé en trois parties.
| Nom et symbole conventionnel                                                | Tchebychev, {\displaystyle \ T_{n}}                                                    | Tchebychev (seconde sorte), {\displaystyle \ U_{n}}                          | Legendre, {\displaystyle \ P_{n}}                  | Hermite (forme physique), {\displaystyle \ H_{n}} |
| --------------------------------------------------------------------------- | -------------------------------------------------------------------------------------- | ---------------------------------------------------------------------------- | -------------------------------------------------- | ------------------------------------------------- |
| Limite d'orthogonalité                                                      | {\displaystyle -1,1\,}                                                                 | {\displaystyle -1,1\,}                                                       | {\displaystyle -1,1\,}                             | {\displaystyle -\infty ,\infty }                  |
| Poids, {\displaystyle W(x)\,}                                               | {\displaystyle (1-x^{2})^{-1/2}\,}                                                     | {\displaystyle (1-x^{2})^{1/2}\,}                                            | {\displaystyle 1\,}                                | {\displaystyle \mathrm {e} ^{-x^{2}}}             |
| Normalisation                                                               | {\displaystyle T_{n}(1)=1\,}                                                           | {\displaystyle U_{n}(1)=n+1\,}                                               | {\displaystyle P_{n}(1)=1\,}                       | Coefficient dominant = {\displaystyle 2^{n}\,}    |
| Carré de la norme {\displaystyle h_{n}\,}                                   | {\displaystyle \left\{{\begin{matrix}\pi &:~n=0\\\pi /2&:~n\neq 0\end{matrix}}\right.} | {\displaystyle \pi /2\,}                                                     | {\displaystyle {\frac {2}{2n+1}}}                  | {\displaystyle 2^{n}\,n!\,{\sqrt {\pi }}}         |
| Coefficient dominant {\displaystyle k_{n}\,}                                | {\displaystyle \left\{{\begin{matrix}1&:~n=0\\2^{n-1}&:~n\neq 0\end{matrix}}\right.}   | {\displaystyle 2^{n}\,}                                                      | {\displaystyle {\frac {(2n)!}{2^{n}\,(n!)^{2}}}\,} | {\displaystyle 2^{n}\,}                           |
| Coefficient suivant {\displaystyle k'_{n}\,}                                | {\displaystyle 0\,}                                                                    | {\displaystyle 0\,}                                                          | {\displaystyle 0\,}                                | {\displaystyle 0\,}                               |
| {\displaystyle Q\,}                                                         | {\displaystyle 1-x^{2}\,}                                                              | {\displaystyle 1-x^{2}\,}                                                    | {\displaystyle 1-x^{2}\,}                          | {\displaystyle 1\,}                               |
| {\displaystyle L\,}                                                         | {\displaystyle -x\,}                                                                   | {\displaystyle -3x\,}                                                        | {\displaystyle -2x\,}                              | {\displaystyle -2x\,}                             |
| {\textstyle R(x)=\exp \left(\int {\frac {L(x)}{Q(x)}}~\mathrm {d} x\right)} | {\displaystyle (1-x^{2})^{1/2}\,}                                                      | {\displaystyle (1-x^{2})^{3/2}\,}                                            | {\displaystyle 1-x^{2}\,}                          | {\displaystyle \mathrm {e} ^{-x^{2}}\,}           |
| Constante dans l'équation différentielle {\displaystyle {\lambda }_{n}\,}   | {\displaystyle n^{2}\,}                                                                | {\displaystyle n(n+2)\,}                                                     | {\displaystyle n(n+1)\,}                           | {\displaystyle 2n\,}                              |
| Constante dans la formule de Rodrigues {\displaystyle e_{n}\,}              | {\displaystyle (-2)^{n}\,{\frac {\Gamma (n+1/2)}{\sqrt {\pi }}}\,}                     | {\displaystyle 2(-2)^{n}\,{\frac {\Gamma (n+3/2)}{(n+1)\,{\sqrt {\pi }}}}\,} | {\displaystyle (-2)^{n}\,n!\,}                     | {\displaystyle (-1)^{n}\,}                        |
| Relation de récurrence {\displaystyle a_{n}\,}                              | {\displaystyle 2\,}                                                                    | {\displaystyle 2\,}                                                          | {\displaystyle {\frac {2n+1}{n+1}}\,}              | {\displaystyle 2\,}                               |
| Relation de récurrence {\displaystyle b_{n}\,}                              | {\displaystyle 0\,}                                                                    | {\displaystyle 0\,}                                                          | {\displaystyle 0\,}                                | {\displaystyle 0\,}                               |
| Relation de récurrence {\displaystyle c_{n}\,}                              | {\displaystyle 1\,}                                                                    | {\displaystyle 1\,}                                                          | {\displaystyle {\frac {n}{n+1}}\,}                 | {\displaystyle 2n\,}                              |

| Nom et symbole                                                              | Laguerre associé {\displaystyle L_{n}^{(\alpha )}}              | Laguerre {\displaystyle \ L_{n}}                                |
| --------------------------------------------------------------------------- | --------------------------------------------------------------- | --------------------------------------------------------------- |
| Limites d'orthogonalité                                                     | {\displaystyle 0,\infty \,}                                     | {\displaystyle 0,\infty \,}                                     |
| Poids, {\displaystyle W(x)\,}                                               | {\displaystyle x^{\alpha }\mathrm {e} ^{-x}\,}                  | {\displaystyle \mathrm {e} ^{-x}\,}                             |
| Normalisation                                                               | Coefficient dominant = {\displaystyle {\frac {(-1)^{n}}{n!}}\,} | Coefficient dominant = {\displaystyle {\frac {(-1)^{n}}{n!}}\,} |
| Carré de la norme {\displaystyle h_{n}\,}                                   | {\displaystyle 1\,}                                             | {\displaystyle 1\,}                                             |
| Coefficient dominant {\displaystyle k_{n}\,}                                | {\displaystyle {\frac {(-1)^{n}}{n!}}\,}                        | {\displaystyle {\frac {(-1)^{n}}{n!}}\,}                        |
| Coefficient suivant {\displaystyle k'_{n}\,}                                | {\displaystyle {\frac {(-1)^{n+1}(n+\alpha )}{(n-1)!}}\,}       | {\displaystyle {\frac {(-1)^{n+1}n}{(n-1)!}}\,}                 |
| {\displaystyle Q\,}                                                         | {\displaystyle x\,}                                             | {\displaystyle x\,}                                             |
| {\displaystyle L\,}                                                         | {\displaystyle \alpha +1-x\,}                                   | {\displaystyle 1-x\,}                                           |
| {\textstyle R(x)=\exp \left(\int {\frac {L(x)}{Q(x)}}~\mathrm {d} x\right)} | {\displaystyle x^{\alpha +1}\,\mathrm {e} ^{-x}\,}              | {\displaystyle x\,\mathrm {e} ^{-x}\,}                          |
| Constante dans l'équation différentielle {\displaystyle {\lambda }_{n}\,}   | {\displaystyle n\,}                                             | {\displaystyle n\,}                                             |
| Constante dans la relation de Rodrigues {\displaystyle e_{n}\,}             | {\displaystyle n!\,}                                            | {\displaystyle n!\,}                                            |
| Relation de récurrence {\displaystyle a_{n}\,}                              | {\displaystyle {\frac {-1}{n+1}}\,}                             | {\displaystyle {\frac {-1}{n+1}}\,}                             |
| Relation de récurrence {\displaystyle b_{n}\,}                              | {\displaystyle {\frac {2n+1+\alpha }{n+1}}\,}                   | {\displaystyle {\frac {2n+1}{n+1}}\,}                           |
| Relation de récurrence {\displaystyle c_{n}\,}                              | {\displaystyle {\frac {n+\alpha }{n+1}}\,}                      | {\displaystyle {\frac {n}{n+1}}\,}                              |

| Nom et symbole                                                              | Gegenbauer {\displaystyle C_{n}^{(\alpha )}}                                                                                               | Jacobi {\displaystyle P_{n}^{(\alpha ,\beta )}} |
| --------------------------------------------------------------------------- | --- | --- |
| Limites d'orthogonalité                                                     | {\displaystyle -1,1\,} | {\displaystyle -1,1\,} |
| Poids {\displaystyle W(x)\,}                                                | {\displaystyle (1-x^{2})^{\alpha -1/2}\,}                                                                                                  | {\displaystyle (1-x)^{\alpha }(1+x)^{\beta }\,} |
| Normalisation                                                               | {\displaystyle C_{n}^{(\alpha )}(1)={\frac {\Gamma (n+2\alpha )}{n!\,\Gamma (2\alpha )}}\,} si {\displaystyle \alpha \neq 0}               | {\displaystyle P_{n}^{(\alpha ,\beta )}(1)={\frac {\Gamma (n+1+\alpha )}{n!\,\Gamma (1+\alpha )}}\,}                                                                                  |
| Carré de la norme {\displaystyle h_{n}\,}                                   | {\displaystyle {\frac {\pi \,2^{1-2\alpha }\Gamma (n+2\alpha )}{n!(n+\alpha )(\Gamma (\alpha ))^{2}}}}                                     | {\displaystyle {\frac {2^{\alpha +\beta +1}\,\Gamma (n\!+\!\alpha \!+\!1)\,\Gamma (n\!+\!\beta \!+\!1)}{n!(2n\!+\!\alpha \!+\!\beta \!+\!1)\Gamma (n\!+\!\alpha \!+\!\beta \!+\!1)}}} |
| Coefficient dominant {\displaystyle k_{n}\,}                                | {\displaystyle {\frac {\Gamma (2n+2\alpha )\Gamma (1/2+\alpha )}{n!\,2^{n}\,\Gamma (2\alpha )\Gamma (n+1/2+\alpha )}}\,}                   | {\displaystyle {\frac {\Gamma (2n+1+\alpha +\beta )}{n!\,2^{n}\,\Gamma (n+1+\alpha +\beta )}}\,}                                                                                      |
| Coefficient suivant {\displaystyle k'_{n}\,}                                | {\displaystyle 0\,} | {\displaystyle {\frac {(\alpha -\beta )\,\Gamma (2n+\alpha +\beta )}{(n-1)!\,2^{n}\,\Gamma (n+1+\alpha +\beta )}}\,}                                                                  |
| {\displaystyle Q\,}                                                         | {\displaystyle 1-x^{2}\,} | {\displaystyle 1-x^{2}\,} |
| {\displaystyle L\,}                                                         | {\displaystyle -(2\alpha +1)\,x\,} | {\displaystyle \beta -\alpha -(\alpha +\beta +2)\,x\,} |
| {\textstyle R(x)=\exp \left(\int {\frac {L(x)}{Q(x)}}~\mathrm {d} x\right)} | {\displaystyle (1-x^{2})^{\alpha +1/2}\,}                                                                                                  | {\displaystyle (1-x)^{\alpha +1}(1+x)^{\beta +1}\,} |
| Constante dans l'équation différentielle {\displaystyle {\lambda }_{n}\,}   | {\displaystyle n(n+2\alpha )\,} | {\displaystyle n(n+1+\alpha +\beta )\,} |
| Constante dans l'équation de Rodrigues {\displaystyle e_{n}\,}              | {\displaystyle {\frac {(-2)^{n}\,n!\,\Gamma (2\alpha )\,\Gamma (n\!+\!1/2\!+\!\alpha )}{\Gamma (n\!+\!2\alpha )\Gamma (\alpha \!+\!1/2)}}} | {\displaystyle (-2)^{n}\,n!\,} |
| Relation de récurrence {\displaystyle a_{n}\,}                              | {\displaystyle {\frac {2(n+\alpha )}{n+1}}\,}                                                                                              | {\displaystyle {\frac {(2n+1+\alpha +\beta )(2n+2+\alpha +\beta )}{2(n+1)(n+1+\alpha +\beta )}}}                                                                                      |
| Relation de récurrence {\displaystyle b_{n}\,}                              | {\displaystyle 0\,} | {\displaystyle {\frac {({\alpha }^{2}-{\beta }^{2})(2n+1+\alpha +\beta )}{2(n+1)(2n+\alpha +\beta )(n+1+\alpha +\beta )}}}                                                            |
| Relation de récurrence {\displaystyle c_{n}\,}                              | {\displaystyle {\frac {n+2{\alpha }-1}{n+1}}\,}                                                                                            | {\displaystyle {\frac {(n+\alpha )(n+\beta )(2n+2+\alpha +\beta )}{(n+1)(n+1+\alpha +\beta )(2n+\alpha +\beta )}}}                                                                    |

## Généralisations et termes avancés

### Polynômes orthogonaux à plusieurs variables
Il est possible de définir des polynômes orthogonaux à plusieurs variables à l'aide d'intégrales multiples. C'est par exemple le cas des polynômes de Zernike, utiles en optique géométrique et en ophtalmologie, ou, plus généralement encore, celui des harmoniques sphériques.

### Polynômes orthogonaux multiples
Une autre généralisation sont les polynômes orthogonaux multiples, qui sont des polynômes orthogonaux par rapport à un ensemble fini de mesures.

### Polynômes orthogonaux discrets
Les polynômes orthogonaux discrets sont des polynômes orthogonaux par rapport à une mesure discrète.

### Polynômes quantiques
Les polynômes quantiques ou les q-polynômes sont des q-analogues des polynômes orthogonaux.

### Polynômes orthogonaux avec matrices
Ce sont des polynômes orthogonaux impliquant des matrices. Les matrices peuvent être soit les coefficients {\displaystyle \{a_{i}\}} soit l'indéterminée {\displaystyle x} :
- Variante 1 : {\displaystyle P(x)=A_{n}x^{n}+A_{n-1}x^{n-1}+\cdots +A_{1}x+A_{0}}, où {\displaystyle \{A_{i}\}} sont des matrices de taille {\displaystyle p\times p}.
- Variante 2 : {\displaystyle P(X)=a_{n}X^{n}+a_{n-1}X^{n-1}+\cdots +a_{1}X+a_{0}I_{p}}, où {\displaystyle X} est une matrice de taille {\displaystyle p\times p} et {\displaystyle I_{p}} est la matrice identité.

### Polynômes orthogonaux de Sobolev
Ce sont des polynômes orthogonaux par rapport à un produit intérieur de Sobolev, c'est-à-dire un produit intérieur avec des dérivés.

## Note
1. ↑  Voir par exemple la question II.2 de ce problème du CAPES externe 2000 (1re épreuve) et son corrigé, ou  cet exercice corrigé sur Wikiversité.